# Gibbidessus
Gibbidessus is een geslacht van kevers uit de familie  waterroofkevers (Dytiscidae).
Het geslacht is voor het eerst wetenschappelijk beschreven in 1978 door Watts.

## Soorten
Het geslacht omvat de volgende soort:
- Gibbidessus chipi Watts, 1978